# 谷中 (足立区)
谷中（やなか）は、東京都足立区東部の町名。現行行政地名は谷中一丁目から五丁目。
住居表示実施済み区域であり、住居表示実施直前の旧町名は東谷中町、上谷中町、下谷中町、北三谷町、普賢寺町、北加平町、東加平町、大谷田町、辰沼町、神明町、花畑町、佐野町。
隣接する地域は、北は神明南および辰沼、東は大谷田および東和、南は東綾瀬、西は綾瀬および加平、北加平町。

## 地域
東京都足立区の東部、東西に走る東京都道318号環状七号線（環七通り）をまたいで南北に広がる町が谷中である。南北1,800m、東西500mとその細長い町域が特徴であり、また町域内での土地利用法も住宅地や鉄道基地など多様である。
環七通りの南側にある谷中一・二丁目は東京メトロ千代田線北綾瀬駅や綾瀬駅に近く、北綾瀬駅改良工事の千代田線直通運転に伴い各所に高層マンションが建設されており、商業施設も多い。北綾瀬駅には隣接するしょうぶ沼公園は地域住民の憩いの空間となっている。
環七通り北側の谷中三・四丁目には広大な東京メトロ千代田線の綾瀬車両基地とその関連施設が南北に広がる。この鉄道基地の敷地だけで谷中地区全体の二割を占める。農業経営者も多く、農地が点在している。
谷中五丁目には中学校、小学校があるものの住宅はあまり見られず、中小企業が目立つ。

## 地名由来
江戸時代初めに使用されていた谷中新田という旧名称による。

## 地価
住宅地の地価は、2025年（令和7年）1月1日の公示地価によれば、谷中1-17-5の地点で40万円/m2、谷中4-14-3の地点で38万7000円/m2となっている。

## 世帯数と人口
2025年（令和7年）1月1日現在（足立区発表）の世帯数と人口は以下の通りである。
| 丁目       | 世帯数    | 人口     |
| ---------- | --------- | -------- |
| 谷中一丁目 | 2,246世帯 | 3,798人  |
| 谷中二丁目 | 1,092世帯 | 1,781人  |
| 谷中三丁目 | 1,312世帯 | 2,184人  |
| 谷中四丁目 | 1,210世帯 | 1,977人  |
| 谷中五丁目 | 992世帯   | 1,747人  |
| 計         | 6,852世帯 | 11,487人 |

### 人口の変遷
国勢調査による人口の推移。
| 年                 | 人口   |
| ------------------ | ------ |
| 1995年（平成7年）  | 7,726  |
| 2000年（平成12年） | 8,877  |
| 2005年（平成17年） | 9,317  |
| 2010年（平成22年） | 10,557 |
| 2015年（平成27年） | 10,250 |
| 2020年（令和2年）  | 11,014 |

### 世帯数の変遷
国勢調査による世帯数の推移。
| 年                 | 世帯数 |
| ------------------ | ------ |
| 1995年（平成7年）  | 3,422  |
| 2000年（平成12年） | 4,003  |
| 2005年（平成17年） | 4,390  |
| 2010年（平成22年） | 5,229  |
| 2015年（平成27年） | 5,069  |
| 2020年（令和2年）  | 5,973  |

## 学区
区立小・中学校に通う場合、学区は以下の通りとなる（2023年4月時点）。なお、足立区では学校選択制度を導入しており、区内全域から選択することが可能。ただし、小学校に関しては、2018年（平成30年）度から学区域または学区域に隣接する学校のみの選択になる。
| 丁目       | 番地                       | 小学校               | 中学校               |
| ---------- | -------------------------- | -------------------- | -------------------- |
| 谷中一丁目 | 全域                       | 足立区立東渕江小学校 | 足立区立蒲原中学校   |
| 谷中二丁目 | 6番以降                    | 足立区立東渕江小学校 | 足立区立蒲原中学校   |
| 谷中二丁目 | 1〜5番                     | 足立区立東加平小学校 | 足立区立東綾瀬中学校 |
| 谷中三丁目 | 全域                       | 足立区立中川小学校   | 足立区立谷中中学校   |
| 谷中四丁目 | 9〜19番                    | 足立区立中川小学校   | 足立区立谷中中学校   |
| 谷中四丁目 | 1番〜4番20号 4番105号〜8番 | 足立区立東加平小学校 | 足立区立谷中中学校   |
| 谷中四丁目 | 4番21〜104号 20番以降      | 足立区立辰沼小学校   | 足立区立谷中中学校   |
| 谷中五丁目 | 全域                       | 足立区立辰沼小学校   | 足立区立谷中中学校   |

## 事業所
2021年（令和3年）現在の経済センサス調査による事業所数と従業員数は以下の通りである。
| 丁目       | 事業所数  | 従業員数 |
| ---------- | --------- | -------- |
| 谷中一丁目 | 95事業所  | 962人    |
| 谷中二丁目 | 97事業所  | 1,131人  |
| 谷中三丁目 | 58事業所  | 531人    |
| 谷中四丁目 | 73事業所  | 1,230人  |
| 谷中五丁目 | 20事業所  | 442人    |
| 計         | 343事業所 | 4,296人  |

### 事業者数の変遷
経済センサスによる事業所数の推移。
| 年                 | 事業者数 |
| ------------------ | -------- |
| 2016年（平成28年） | 334      |
| 2021年（令和3年）  | 343      |

### 従業員数の変遷
経済センサスによる従業員数の推移。
| 年                 | 従業員数 |
| ------------------ | -------- |
| 2016年（平成28年） | 3,648    |
| 2021年（令和3年）  | 4,296    |

## 交通

### 鉄道
- 東京メトロ

地下鉄千代田線：北綾瀬駅

### 道路
- 東京都道314号言問大谷田線
- 東京都道318号環状七号線（環七通り）

## 施設
- 綾瀬警察署
- 北綾瀬変電所
- 足立区立辰沼小学校
- 足立区立谷中中学校
- 東京地下鉄綾瀬車両基地
  - 綾瀬検車区
  - 綾瀬工場
- ららテラス北綾瀬（北綾瀬駅に隣接）
- 谷中公園
- しょうぶ沼公園
- 綾瀬循環器病院

## 史跡
- 稲荷神社
- 法立寺
- 稲荷神社

## 歴史
上記に記載されている旧町名11か町を見れば分かるとおり、谷中は極めて多数の町域を寄せ集めて成立した感がある。実際、この地域は谷中の構成諸町の境界が複雑に入り組んでおり、江戸時代の開拓後は周辺諸村の飛び地も多かった。しかし各丁目は寄せ集めの出来合いなどではなく、それぞれの地区にそれぞれの旧町村の中心があった。

### 年表
- 1971年（昭和46年）：東谷中町・上谷中町・下谷中町・北三谷町・普賢寺町・東加平町・大谷田町の各一部の区域をもって谷中一・二丁目が成立。
- 1973年（昭和48年）：大谷田町・上谷中町・辰沼町・東加平町・内匠町・神明町・花畑町の各一部の区域をもって谷中三・四丁目が成立。
- 1976年（昭和51年）：大谷田町・上谷中町・辰沼町・神明町・佐野町・花畑町の各一部の区域をもって谷中五丁目が成立。
- 1978年（昭和52年）：北加平町の一部を四丁目に編入。現行の谷中一丁目から五丁目となる。
- 1979年（昭和53年）12月20日：東京メトロ千代田線北綾瀬駅開業。

## その他

### 日本郵便
- 郵便番号 : 120-0006[3]（集配局 : 足立郵便局[17]）。